# Pablo Milanés
Pablo Milanés Arias (Bayamo, 24 febbraio 1943 – Madrid, 22 novembre 2022) è stato un cantautore cubano, tra i fondatori, con Silvio Rodríguez e Noel Nicola, della Nueva Trova Cubana.

## Biografia
Nato a Bayamo, capoluogo della provincia di Granma, studia musica al conservatorio municipale di L'Avana. Inizialmente è influenzato dalla musica tradizionale cubana e dal feeling, uno stile che si era diffuso a partire dagli anni quaranta e che arricchiva la chitarra dei trovadores con sonorità jazzistiche.
I suoi primi lavori nascono dalla collaborazione con il quartetto Los Bucaneros, con cui suona fino al 1966, esibendosi allo stesso tempo anche come solista. Nel 1965 pubblica Mis 22 años, che segna l'evoluzione dal feeling verso la Nueva Trova Cubana, inserendo nuovi elementi musicali e vocali che caratterizzeranno la musica cubana successiva.

### L'impegno sociale
Nel 1967 parte per il servizio militare: è il periodo della guerra del Vietnam, e Milanés inizia ad impegnarsi per le cause sociali e ad inserire nei propri testi la preoccupazione per ciò che lo circonda.
Nel 1968 suona per la prima volta con Silvio Rodríguez alla Casa de Las Américas. Il concerto anticipa quello che nel 1972 si svilupperà nel movimento musicale popolare della Nueva Troba. Nello stesso luogo Milanés conosce gli esponenti della élite culturale e musicale di altri paesi latinoamericani, con cui condivide le proprie preoccupazioni sociali. In quell'epoca, passano per la Casa de Las Américas tra gli altri  Violeta Parra, Mercedes Sosa, Daniel Viglietti, Chico Buarque, Simone Bittencourt, Vinícius de Moraes, Milton Nascimento, Víctor Jara, Víctor Víctor.
Milanés compone anche vari temi per il cinema e collabora insieme ad altri famosi musicisti cubani, compreso Silvio Rodríguez, ad un progetto per la formazione musicale dei giovani talenti cinematografici (il laboratorio GESICAIC). Tale esperienza, che formerà una generazione di cineasti in grado di unire alla perfezione musica e immagini, impegna Milanés dalla fine degli anni '60 a metà dei settanta, e si accompagna alla produzione di brani di successo come Yo no te pido, Los años mozos, Cuba va , Hoy la vi, Yolanda, No me pidas, Los caminos, Pobre del cantor, Hombre que vas creciendo o Yo pisaré las calles nuevamente.
All'inizio degli anni ottanta, Pablo Milanés forma un proprio gruppo, con la collaborazione di vari artisti del GESICAIC, ed esplora una notevole varietà di generi musicali, mentre i testi conservano contenuti fortemente sociali. È di questo periodo l'importante album Querido Pablo, un disco-tributo cui partecipano tra gli altri artisti come Víctor Manuel, Ana Belén, Luis Eduardo Aute e Mercedes Sosa. Il disco avrà un seguito venti anni più tardi con Pablo Querido (2001), che vedrà la collaborazione anche di artisti pop come Fher dei Maná e Armando Manzanero.
Nel 1994 ha ricevuto il Premio Tenco. Per l'occasione il Club Tenco ha presentato sul mercato italiano il disco Omaggio con traduzioni italiane di sue canzoni interpretate da Cristiano De André, Rossana Casale-Grazia Di Michele-Tosca, Roberto Vecchioni, Eugenio Finardi, Yo Yo Mundi, Pierangelo Bertoli, Enzo Gragnaniello, Mimmo Locasciulli, Edoardo Bennato, Gino Paoli, Mau Mau.
Nel 2005 compone parte della colonna sonora del film Siempre Habana di Ángel Peláez.

### Posizioni politiche
Milanés si è sempre caratterizzato per la posizione di critica pubblica verso gli errori commessi nella conduzione della Rivoluzione Cubana, senza tuttavia disconoscere l'opera sociale che la Rivoluzione ha svolto per più di mezzo secolo.
Nel corso del 2007, ha dato il proprio appoggio alla causa dell'indipendenza di Porto Rico, aderendo al Proclama di Panama approvato all'unanimità dal Congresso Latinoamericano e Caraibico per l'Indipendenza di Porto Rico celebrato a Panama nel novembre 2006. Tra gli autori che hanno firmato l'appello ci sono Pablo Armando Fernández, Gabriel García Márquez, Ernesto Sabato, Eduardo Galeano, Thiago de Mello, Mario Benedetti e Frei Betto.

## Discografia
- 1973 - Versos Sencillos de José Martí
- 1975 - Canta a Nicolás Guillén
- 1976 - La Vida No Vale Nada
- 1977 - No Me Pidas
- 1979 - El Guerrero
- 1979 - Aniversarios
- 1982 - Filin 1
- 1982 - Acto de Fe
- 1983 - El Pregón de las Flores, con Lilia Vera
- 1983 - Años 1, con Luis Peña
- 1984 - Ao Vivo No Brasil
- 1985 - Querido Pablo
- 1985 - Comienzo y Final de una Verde Mañana
- 1986 - Años 2, con Luis Peña e Cotán
- 1987 - Buenos Días América
- 1987 - Trovadores, con Armando Garzón
- 1988 - Proposiciones
- 1989 - Filin 2
- 1989 - Filin 3
- 1990 - Identidad
- 1991 - Canto de la Abuela
- 1991 - Filin 4
- 1991 - Filin 5
- 1992 - Años 3, con Luis Peña, Cotán e Compay Segundo
- 1994 - Canta Boleros en Tropicana
- 1994 - Evolución
- 1994 - Igual Que Ayer, con Caco Senante
- 1994 - Orígenes
- 1994 - Plegaria
- 1995 - Si Yo Volviera a Nacer, con María Felicia e José María Vitier
- 1995 - En Blanco y Negro, con Víctor Manuel
- 1997 - Despertar
- 1998 - Vengo Naciendo
- 2000 - Días de Gloria
- 2000 - Live from New York City
- 2002 - Pablo Querido
- 2005 - Como un Campo de Maíz
- 2005 - Líneas Paralelas, con Andy Montáñez
- 2008 - Regalo
- 2008: - Feeling 6
- 2008: - Raúl y Pablo con Raúl Torres
- 2010: - Palacio Municipal de Congresos de Madrid (DVD dal vivo con Chucho Valdés)
- 2013: - Renacimiento

### Opere collettive
- Canción protesta: Protest song of Latin America (opera collettiva) [1970]
- Hombro con hombro (opera collettiva) [1975]
- La canción, un arma de la revolución (opera collettiva) [1975]
- 7 Festival des politischen liedes (opera collettiva) [1977]
- En México (Silvio Rodríguez - Pablo Milanés) [1983]
- En vivo en Argentina (Silvio Rodríguez - Pablo Milanés) [1984]
- Con ciertos amigos (Pablo Milanés - Xiomara Laugart - Raúl Torres) [1989]
- Piero & Pablo en vivo (Piero - Pablo Milanés) [1993]
- Temas del cine cubano (opera collettiva) [1993]
- Éxitos de la Nueva Trova (opera collettiva) [1996]
- Antología de la Nueva Trova Vol. 1 (opera collettiva) [1998]
- Antología de la Nueva Trova Vol. 2 (opera collettiva)) [1998]
- Carta de provincia (Lázaro García) [1999]
- Lo + Plus (opera collettiva) [1999]
- ¡Mira que eres canalla, Aute! (opera collettiva) [2000]
- Encuentros con la Habana (opera collettiva) [2001]
- Canción para Vieques (opera collettiva) [2001]
- Canciones del Buen Amor (José María Vitier) [2002]
- Del agua que bebimos (opera collettiva) [2003]
- 18 boleros chulos (opera collettiva) [2003]
- Neruda en el corazón (opera collettiva) [2004]
- Cuba le canta a Serrat (opera collettiva) [2005]

### Opere collettive con ilGESICAIC
- Cuba va (Pablo Milanés - Silvio Rodríguez - Noel Nicola) [1971]
- Cuba va (Pablo Milanés - Silvio Rodríguez - Noel Nicola) [1971]
- Grupo de Experimentación Sonora del ICAIC (GESI) [1973]
- Grupo de Experimentación Sonora del ICAIC (GESI) [1974]
- Grupo de Experimentación Sonora del ICAIC 2 (GESI) [1974]
- Grupo de Experimentación Sonora del ICAIC 3 (GESI) [1975]
- La Nueva Trova Cubana en vivo (Pablo Milanés - Sara González - Amaury Pérez - GESI) [1976]
- Grupo de Experimentación Sonora del ICAIC 4 (GESI) [1976]
- El hombre de Maisinicú (GESI) [1976]
- 25 años Cine Cubano Revolución 1 (GESI) [1984]
- 25 años Cine Cubano Revolución 2 (GESI) [1984]
- GESI Vol. I (GESI) [1997]
- GESI Vol. II (GESI) [1997]
- GESI Vol. III (GESI) [1997]

### Collaborazioni
- Sara (Sara González) [1976]
- Cuando digo futuro (Silvio Rodríguez) [1977]
- Nueva visión (Emiliano Salvador) [1979]
- Cuatro cosas (Sara González) [1982]
- Entre amigos (Luis Eduardo Aute) [1983]
- Tríptico (Silvio Rodríguez) [1984]
- Chico Buarque (Chico Buarque) [1984]
- ¡Oh, melancolía! (Silvio Rodríguez) [1987]
- Árboles (Silvio Rodríguez - Roy Brown) [1987]
- Memorias (Silvio Rodríguez) [1987]
- Aves dentro (Alberto Tosca) [1987]
- Mercedes Sosa ´87 (Mercedes Sosa) [1987]
- En el jardín de la noche (Anabell López) [1988]
- Amigos míos (Mercedes Sosa) [1988]
- Con un poco de amor (Sara González) [1988]
- Con dulce rabia (Enrique Núñez) [1989]
- Canción con todos (César Isella) [1991]
- Simone (Simone) [1991]
- Ayer y Hoy (Emiliano Salvador) [1992]
- Represas (Luis Represas) [1993]
- Mucho más que dos (Ana Belén y Víctor Manuel) [1994]
- Esta boca es mía (Joaquín Sabina) [1994]
- En compañía de… (Elena Burke) [1995]
- 20 de colección (Tania Libertad) [1996]
- Este árbol que sembramos (Augusto Blanca) [1997]
- Postal de la Habana (Joaquín Sabina) [1997]
- Mírame (Sara González) [1998]
- Trova de Amor. Soledad Bravo canta a Pablo Milanés (Soledad Bravo) [1999]
- Como soy (Marta Campos) [1999]
- Momentos vividos (Illapu) [2000]
- 50 años... Como una reina (Celina González - Reutilio Domínguez) [2000]
- XV Aniversario (Luar na lubre) [2001]
- Malecón (Isaac Delgado) [2001]
- Habana a flor de piel (Síntesis) [2001]
- El corazón se me abrió (Fuerte Ventura) [2002]
- Diario de un peatón (Joaquín Sabina) [2003]
- Temas inolvidables para la TV (José María Vitier) [2004]
- Saudade (Luar na lubre) [2005]
- Bachata entre amigos (Víctor Víctor) [2006]
- A História Toda - Ao Vivo no CCB, Lisboa (Luís Represas) [2006]
- No sé si es Baires o Madrid (Fito Páez) [2008]